# Nightflight to Venus
Nightflight to Venus (с англ. — «Ночной полёт на Венеру») — третий студийный альбом группы Boney M., спродюсированный Фрэнком Фарианом. Nightflight to Venus считается наиболее успешным альбомом группы как в коммерческом, так и в творческом плане. Отдельные его композиции, в частности «Rasputin», «Rivers of Babylon» и «Brown Girl in the Ring», были выпущены как синглы.
Альбом был в целом положительно оценён критикой и считается классическим для поп-музыки и направления евродиско 1970-х годов.

## История создания
В конце 1977 года, после выпуска второго LP Love for Sale, Boney M. приняла участие в первом большом концертном туре. В начале 1978 года был выпущен сингл «Rivers Of Babylon»/«Brown Girl In The Ring», ставший прорывом для группы. Сингл возглавил хит-парады в Великобритании, став в итоге вторым диском по продажам в истории страны (после «Mull of Kintyre» Пола Маккартни), а также достиг рекордной для группы тридцатой позиции в основном поп-хит-параде американского журнала Billboard.
Программа нового альбома предварительно опробовалась продюсером в дискотеках Мюнхена и Саарбрюкена, где Фариан проигрывал отдельные демозаписи с новыми треками. Альбом Nightflight to Venus был записан и смикширован во Франкфурте (Europasound Studios Offenbach) и Мюнхене (Union Studios). Он вышел в июле 1978 года и стал самой продаваемой пластинкой группы за всю её историю.
Оригинальных композиций, написанных для Boney M., на диске только четыре. Остальные были обработкой или каверами известных песен, для которых Фариан создал совершенно новые аранжировки. Так, композиция «Painter Man» была написана группой The Creation и вышла в 1966 году. «Rivers of Babylon» — песня ямайской рэгги-группы The Melodians, популярной в 1960-е годы. «Brown Girl in the Ring» — обработка ямайской народной песни. Год спустя после выхода альбома у Фариана возникли проблемы с копирайтом на аранжировку композиции «Brown Girl in the Ring», что положило начало многолетнему процессу, который до сих пор ничем не закончился.
Проект Boney M. к 1976 году имел уже устоявшийся состав из четверых членов группы, но вокальные партии для диска Nightfligh to Venus исполнили двое: Лиз Митчелл и Марсия Барретт. Партию мужского голоса исполнял сам Фрэнк Фариан и в одной из композиций (голос робота) — Билл Свишер.
В декабре 1978 года группа посетила СССР, где в ходе тура дала десять концертов. Выступления Boney M., первой западной поп-группы мирового класса, посетившей Советский Союз, пользовались сенсационной популярностью. В ходе турне исполнялись композиции с нового альбома, хотя одна из самых популярных, «Rasputin», с советской сцены не звучала. Её исполнение было не разрешено группе ввиду нежелательного идеологического подтекста песни. При этом участники группы недоумевали от того факта, что в ресторане гостиницы «Россия», где они проживали, местный ансамбль исполнял эту песню прямо в присутствии её оригинальных исполнителей. В ходе своего пребывания в Москве группа сняла материалы, которые впоследствии вошли в видеоклипы «Mary’s Boy Child/Oh My Lord» и «Rasputin». Киносъёмки и видеозаписи московских гастролей Boney M. в советских архивах не уцелели. Оригиналы находятся в эксклюзивном владении продюсера группы. Именно с московским турне специалисты связывают рост интереса к поп-музыке и стилю диско среди молодёжи и музыкальных групп из стран восточного блока. В 1980 году фирма «Мелодия» выпустила диск «Ночной полёт на Венеру», но без песен «Rasputin», «Rivers of Babylon» и «Never Change Lovers In The Middle Of The Night», вместо которых на альбом была включена выпущенная синглом «Hooray! Hooray! It's a Holi-Holiday».

## Оценка
Группа Boney M. изначально создавалась как типичный коммерческий проект, в котором исполнители подбирались «под замысел» продюсера. Однако в композициях альбома они начинают проявлять творческую индивидуальность. Альбом стал ярким феноменом евродиско, зародившегося во второй половине 1970-х годов. На нём можно услышать так называемый Munich sound («Мюнхенский звук»), присущий работам Фариана как саунд-продюсера.
Если сравнивать Boney M. с такими представителями поп-музыки 1970-х годов, как Донна Саммер или группа ABBA — Nightflight to Venus содержит своеобразное сочетание типичных для поп и диско элементов наряду с мотивами, характерными для рок-музыки: социальной, религиозной, фольклорной и исторической тематики. Необычным для танцевально-развлекательного направления был и выбор сюжета песен. Композиция «Rasputin» отсылает слушателя к истории России начала XX века, причём не сильно отклоняясь от исторической достоверности. Композиция «Rivers of Babylon» является, по своей сути, госпелом. В «Brown Girl in the Ring» звучат фольклорные мотивы Карибского бассейна с лёгким оттенком рэгги. Интересное решение было и в том, что первые две песни перетекают одна в другую как нон-стоп микс, создавая единую композицию длительностью около 13 минут.
Критик Дональд Гуариско (обозреватель сайта AllMusic) отметил, что альбом вступает на новую музыкальную территорию. Элементы рока, точное использование ударных и электронной музыки притягивают внимание слушателя. Самая яркая композиция альбома, по мнению критика, несомненно, «Rasputin», выделяющая творчество Boney M. из звучания поп-музыки 1970-х годов. В ней звучит нетипичное гармоническое построение. Аранжировщики вместо привычной танцевальной мелодии, построенной на трезвучиях, обратились к фольклорным мотивам. Смесь дорийского и эолийского лада, с понижением седьмой ступени лада, характерной для русской музыки, синтезированная балалайка, эффектно подобранная ударная секция украшают богато аранжированную композицию. Дополняет её лирика, обращающаяся к истории царской семьи и противоречивой фигуре Григория Распутина — интересный выбор для дискотеки. Издание Stereo Review прежде всего отметило работу продюсера и звукорежиссёров, качество аранжировки и обработки музыки. Роберт Кристгау дал альбому оценку «B-» и первое место в своём хит-параде евродиско, отметив, впрочем, что Nightflight to Venus — это не диско в привычном смысле.

## Продажи и переиздания
Альбом и сопровождающие его выход синглы показали рекордный уровень продаж. Диск возглавлял хит-парады Великобритании четыре недели и оставался в них в течение 65 недель. Всего в Британии было продано более двух миллионов копий «Rivers Of Babylon»/«Brown Girl In The Ring». В интервью телеканалу RTL II 13 апреля 2015 года Фрэнк Фариан сообщил, что всего в мире продано более двадцати миллионов копий «Rivers Of Babylon». В Великобритании сингл находился в хит-парадах сорок недель, став пятым по объёмам продаж синглом за всю историю звукозаписывающей индустрии этой страны. В Германии «Rivers Of Babylon» продержался на пике хит-парада семнадцать недель и до сих пор удерживает абсолютное первенство по длительности пребывания на первой строчке списка бестселлеров. В Новой Зеландии этот же сингл продержался как самый успешный № 1 в течение 33 лет. Альбом Nightflight to Venus получил платиновый статус в Германии, Канаде, Дании и других странах.
Согласно данным немецкой статистической службы Media Control, озвученным в программе German Beats на немецком государственном телеканале DW-TV от 17 августа 2010 года, диск до сих пор входит в десятку самых продаваемых альбомов всех времён в ФРГ.
Впервые на CD диск был переиздан в 1994 году. В 2007 году был осуществлён ремастеринг и подготовлено переиздание на лейбле Sony BMG, дополненное двумя бонусными треками «Mary’s Boy Child»/«Oh My Lord» и «Dancing In The Street». Затем альбом был ещё дважды переиздан в CD-формате в составе коллекционных изданий Boney M. При издании диска на виниле в 1978 году было создано несколько редакций песен, вошедших в альбом. В частности, существует, по крайней мере, четыре версии заглавной композиции «Nightflight to Venus». Первый вариант с немецкого издания Hansa Records имел длительность 7:09 и перетекал в следующую песню без паузы. Также были варианты длительностью 5:55, 4:58, 4:46 (последний с американского и английского издания). Также существуют варианты записи с паузой между первой и второй композициями. Компания Sony Music, получившая эксклюзивные права на издание продукции рекорд-лэйбла Фрэнка Фариана MCI, в настоящее время планирует специальное переиздание этого альбома в альтернативной версии, недоступной ранее в цифровом формате.

## Список композиций
| №  | Название               | Автор(ы)                                                   | Длительность |
| -- | ---------------------- | ---------------------------------------------------------- | ------------ |
| 1. | «Nightflight to Venus» | Fred Jay (слова) Frank Farian, Dietmar Kawohl (музыка)     | 5:15         |
| 2. | «Rasputin»             | Frank Farian, Fred Jay, George Reyam                       | 5:10         |
| 3. | «Painter Man» (en)     | E. Phillips, K. Pickett                                    | 3:45         |
| 4. | «He Was A Steppenwolf» | Fred Jay (слова) Frank Farian, Stefan Klinkhammer (музыка) | 6:13         |
| 5. | «King Of The Road»     | Roger Miller                                               | 3:26         |

| №                   | Название                                         | Автор(ы)                                              | Длительность |
| ------------------- | ------------------------------------------------ | ----------------------------------------------------- | ------------ |
| 6.                  | «Rivers Of Babylon»                              | B. Dowe, Frank Farian, George Reyam, F. McNaughton    | 5.00         |
| 7.                  | «Voodoonight»                                    | Giusella K. Sgarbi (слова) Giorgio R. Sgarbi (музыка) | 4.20         |
| 8.                  | «Brown Girl In The Ring»                         | Frank Farian                                          | 4:00         |
| 9.                  | «Never Change Lovers In The Middle Of The Night» | Fred Jay, Keith Forsey, Mats Björklund                | 5:12         |
| 10.                 | «Heart Of Gold»                                  | Neil Young                                            | 4:05         |
| Общая длительность: | Общая длительность:                              | Общая длительность:                                   | 46:26        |

| - Лиз Митчелл — вокал (3, 6, 8, 10), бэк-вокал - Марсия Барретт — вокал (1, 5, 9), бэк-вокал - Фрэнк Фариан — вокал (2, 7), бэк-вокал - Билл Свишер — голос робота (1), речитатив (2) - Кейт Форси (en) — ударные - Мэтс Бьёрклунд, Ник Вудленд — гитара - Гэри Энвин — бас-гитара - «Чико» де Лос Рейес — клавишные - Бернд Кон — маримба, перкуссия - Р. Эрхардт | - Фрэнк Фариан — продюсер - Кристиан Колонвиц (en), Мишель Крету, Йохан Даансен, Мэтс Бьёрклунд, Штефан Клинкхаммер — аранжировка - Фрэд Шраер, Хартмут Пфанмюллер, Джон Лунд, Тамми Гроэ — инженеры звукозаписи - Манфред Форштайн — художник - Диди Цилль (en) — фотограф - Денглер/Кольмейер — дизайн |

## Хит-парады
| Хит-парад (1978-79)              | Высшая позиция |
| -------------------------------- | -------------- |
| Австралия (Kent Music Report)    | 7              |
| Австрия (Ö3 Austria)             | 1              |
| Канада (RPM Top Albums/CDs)      | 7              |
| Нидерланды (Album Top 100)       | 1              |
| Франция (IFOP)                   | 2              |
| Германия (Offizielle Top 100)    | 1              |
| Новая Зеландия (RMNZ)            | 3              |
| Норвегия (VG-lista)              | 1              |
| Швеция (Sverigetopplistan)       | 1              |
| Великобритания (UK Albums Chart) | 1              |
| США (Billboard 200)              | 134            |